# Wyrzutek
Wyrzutek (ang. An Outcast of the Islands) – druga powieść Josepha Conrada, wydana w 1896 w Londynie w wydawnictwie „T. Fisher Unwin”. Utwór ma wiele wspólnego z pierwszą powieścią Conrada, Szaleństwo Almayera, opisuje niektóre znane z poprzedniego utworu postaci i wydarzenia, choć akcja rozgrywa się kilkanaście lat wcześniej.
Pierwsze polskie wydanie książkowe, pod tytułem Banita ukazało się w 1913 we Lwowie nakładem Kuriera Lwowskiego w przekładzie Wilhelminy Zyndram-Kościałkowskiej. Przed wojną wyszło jeszcze tłumaczenie Anieli Zagórskiej Wykolejeniec (Dom Książki Polskiej 1936). Powojenną edycję przekładu Zagórskiej wydał w 1972 Państwowy Instytut Wydawniczy pod tytułem Wyrzutek.
Powieść w tłumaczeniu Marii Gąsiorowskiej, publikowana w odcinkach w warszawskim „Tygodniku Romansów i Powieści” w 1897, czyli ledwie rok po ukazaniu się oryginału, była pierwszym tłumaczeniem utworu Conrada na język obcy.
Cytat z utworu („Life is very long”) umieścił w swoim wierszu Próżni ludzie T.S. Eliot.

## Fabuła
Bogaty kupiec, kapitan Lingard, kolejny raz ratuje z opresji oszusta i byłego pirata, Willemsa. Gdy Willems był nastolatkiem właśnie Lingard ocalił go od śmierci głodowej. Mimo długów wdzięczności Willem zdradza swego dobroczyńcę.

## Ekranizacja
Powieść została zekranizowana w 1951 przez Carol Reeda pod oryginalnym tytułem An Outcast of the Islands (w Polsce jako Wykolejeniec), w rolach głównych wystąpili: Trevor Howard, Ralph Richardson, Robert Morley i Wendy Hiller.